# Spirostreptus annulatus
Spirostreptus annulatus är en mångfotingart som beskrevs av Porath 1872. Spirostreptus annulatus ingår i släktet Spirostreptus och familjen Spirostreptidae. Inga underarter finns listade i Catalogue of Life.